# Олбані-стріт (Мангеттен)
Олбані-стріт (англ. Albany Street) — коротка вулиця у фінансовому районі Нижнього Мангеттена, в Нью-Йорку. Вулиця тягнеться із заходу на схід від еспланади Беттері-Парк-Сіті вздовж річки Гудзон до Грінвіч-стріт, проходячи по дорозі через Саут-Енд-авеню та Вест-стріт. Вулиця має сполучення з мостом Ректор-стріт, який перетинає Вест-стріт.

## Історія
Згідно з картами, намальованими Девідом Валентином, вулиці не існувало до 1782 року. До 1789 року це було невелике продовження Темза-стріт. У 1797 році був побудований перший пірс на західній стороні острова. Пірс використовувався як причал для поромів між Нью-Йорком і Олбані, тому вулиця, що веде до пірсу, була названа «Олбані-стріт».
На початку 1850-х років було запропоновано продовжити вулицю через двір біля церкви Трійці, щоб з'єднати вулицю з Бродвеєм. Ця пропозиція стала центром гарячих дебатів між Муніципальною корпорацією Нью-Йорка та Релігійною корпорацією церкви Трійці.
Коли у 1980-х роках було побудовано Баттері-Парк-Сіті на намивних землях в річці Гудзон, вулицю було продовжено на захід від Вест-стріт у нові забудови.